# Gino Costenaro
Gino Costenaro (Breganze, 7 novembre 1912 – Prata di Pordenone, 13 maggio 1997) è stato un calciatore e allenatore di calcio italiano, di ruolo mediano.

## Carriera
Ha esordito in Serie A con la maglia dell'Alessandria il 18 ottobre 1931 in Napoli-Alessandria (1-1).

## Palmarès

### Allenatore

#### Competizioni nazionali
- Serie C: 1

Marzotto: 1950-1951